# NGC 2244
NGC 2244 (también conocido como Caldwell 50) es un cúmulo abierto en la Nebulosa Roseta, localizado en la constelación del Unicornio. Este cúmulo cuenta con varias estrellas del tipo espectral O, estrellas supercalientes que generan grandes cantidades de radiación y viento estelar.
Las estrellas de NGC 2244 se formaron a partir del gas circundante hace sólo cuatro millones de años y emiten luz y viento que definen la apariencia de la nebulosa. Luz de alta energía proveniente de las jóvenes estrellas brillantes de NGC 2244 ioniza las nubes de hidrógeno para crear la apariencia de nebulosa de emisión roja. El viento de partículas calientes que fluye desde el cúmulo contribuye a un complejo enjambre de gas y de filamentos de polvo mientras lentamente se van del centro del cúmulo. NGC 2244 mide cerca de 50 años luz de ancho y se ubica a 4500 años luz de distancia, es visible con binoculares hacia la constelación del Unicornio.

Las estrellas más brillantes y masivas del cúmulo son HD 46223, de tipo espectral O4, con una luminosidad 400 000 veces la del Sol y aproximadamente 50 veces más masiva, y HD 46150, de tipo espectral O5, 450 000 veces más luminosa que nuestra estrella, y hasta 60 veces más masiva, aunque esta última puede ser en realidad una estrella binaria.